# 라코 (프로게이머)
라코(본명: 설장한)는 대한민국의 전직 리그 오브 레전드 프로게이머로 아이디는 LaCo이다. 선수 시절 포지션은 서포터이다.

## 은퇴 이후
2022년 9월, 아시아 스타 챌린저스 인비테이셔널에 한국 스트리머 팀의 서포터로 초청되어 참가할 예정이다.

## 소속팀
| # | 팀명       | 소속 기간               | 소속 리그 | 비고 |
| - | ---------- | ----------------------- | --------- | ---- |
| 1 | 팀 GBK     | 2015.03.01 ~ 2015.04.01 | CK        |      |
| 2 | 쇼타임     | 2015.05.01 ~ 2015.06.10 | LSPL      |      |
| 3 | 후아유     | 2016                    | CK        |      |
| 4 | LGD 게이밍 | 2016.05.11 ~ 2016.12.12 | LPL       |      |

## 수상 내역
- 클랜배들 팀Awe 우승
- 제1회 KEG 대통령배 부산 대표선발전 우승
- 제1회 KEG 대통령배 전국체전 3위
- 아프리카 천상계 멸망전 우승
- 아프리카 통합 멸망전 3위
- 리그 오브 레전드 세컨드 프로리그 2015 서머 3위
- 네스트 2016 준우승
- 하나원큐 준우승
- ASCI 8강
- IEF 국가대표선발전 우승